# Passo del Lucomagno
Il passo del Lucomagno (in tedesco Lukmanierpass, in romancio Cuolm Lucmagn) è un valico alpino tra i cantoni Ticino e Grigioni in Svizzera.

## Descrizione
Mette in collegamento la diramazione orientale della valle di Blenio (valle Santa Maria, percorsa dal fiume Brenno) con la val Medel. Dal punto di vista orografico il passo si trova nella sezione alpina delle Alpi Lepontine e separa le Alpi del Monte Leone e del San Gottardo (ad ovest) dalle Alpi dell'Adula (ad est).

## Toponimo
Il nome deriva probabilmente dal latino lucus magnus o "bosco grande". Altra etimologia plausibile è quella di "locus magnus", ovvero "luogo spazioso, grande".

## Storia
Il valico, che fu utilizzato in epoca altomedioevale come collegamento tra la pianura padana e la valle del Reno e come itinerario religioso tra santuari e conventi, divenne uno dei più trafficati d'Europa. Il passo era controllato dall'antica abbazia di Disentis (o Mustér in romancio), dapprima sottoposta alla regola di san Colombano, il quale vi passò attorno al 612 scendendo in Italia, fu poi in seguito dell'ordine benedettino. Lungo il percorso verso il passo sorsero infatti ospizi, fortini e chiese.
A partire dal XIII secolo il valico perse di importanza a favore del passo del San Gottardo. Ancora utilizzato perché di minore altitudine rispetto ad altri passi delle Alpi, nel 1374 vi fu fondata una cappella dedicata a santa Maria e un ospizio, la prima restaurata nel 1577 e il secondo ingrandito una prima volta nel 1660 e di nuovo ricostruito dopo un incendio nel 1882. Entrambi furono quindi sommersi dal lago artificiale. La costruzione della strada risale al 1876. Grazie agli sforzi dei cantoni Ticino e Grigioni il passo del Lucomagno è oggi aperto tutto l'anno, con limitazioni d'orario durante il periodo invernale. Fino al 2020 erano mediamente 37 i giorni di chiusura della strada del Lucomagno a seguito del pericolo di valanghe.

## Studi di attraversamento ferroviario
Nell'Ottocento le autorità elvetiche e italiane sembravano orientate a preferire il Lucomagno al Gottardo per la linea ferroviaria fra Milano e il Nord Europa ed anzi erano state studiate anche le ricongiunzioni con il Piemonte e la Lombardia e in tal senso si era espressa la commissione Jacini. Alla fine venne preferito il San Gottardo perché più orientato verso l’Europa Occidentale.

## Monumenti e luoghi d'interesse
- La prestante statua in granito della Madonna col Bambino di Giovanni Genucchi di Castro, del 1956, sorge su un'altura presso l'oratorio di Santa Maria.